# Fondation Claudine Talon
La Fondation Claudine Talon est une association créée en 2017 par Claudine Talon, épouse de Patrice Talon et première dame du Bénin. 
Elle a pour mission principale d'améliorer les conditions de vie des femmes et des enfants en situation difficile au Bénin.

## Domaines d'intervention
La Fondation Claudine Talon vise l'accès à des soins de santé de qualité pour les mères et les enfants, et l'accès à l'eau potable et à des installations sanitaires pour la population,. Elle vise aussi l’amélioration de la qualité de l’éducation des enfants, l'autonomisation des femmes défavorisées, le soutien aux personnes en situation d'extrême vulnérabilité (conditions de vie difficile) et enfin la lutte contre la discrimination à l'encontre des personnes vivant avec le VIH,,.

## Réalisations

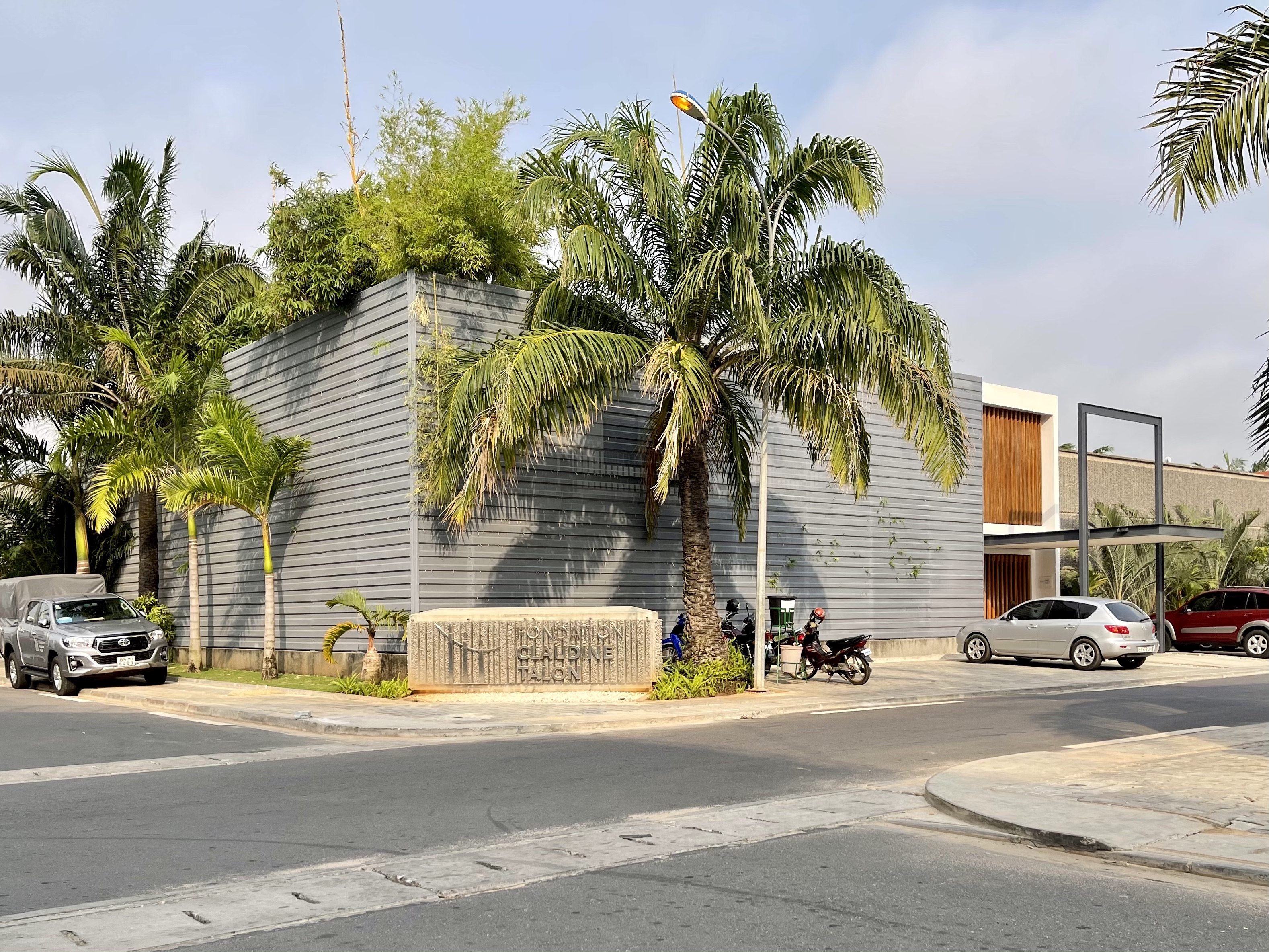
Vue du bâtiment du siège de la fondation Claudine Talon à Cotonou

Depuis 2017, la Fondation a pris en charge des femmes porteuses de fistule obstétricale à travers des campagnes de sensibilisation, le traitement de ces femmes et le paiement des soins,,. Elle a favorisé le dépistage et le traitement du cancer de l'utérus,, la construction d'ouvrages hydrauliques dans des écoles et communes pour une amélioration de l'hygiène, le renforcement des capacités des établissements scolaires par la construction des salles d'écoles, la distribution des primes aux lauréats des différents examens nationaux et le partage des kits scolaires aux écoliers,,,. Elle a favorisé l'insertion professionnelle des jeunes filles déscolarisées dans les départements du Mono et du Couffo. Elle a soutenu des associations de femmes à travers des dons de matériel agricole en 2019 dans le village de Sèdjè à Adjarra, le soutien du football féminin, la remise de matériel didactique aux centres malvoyants de Djanglanmey.La Fondation a participé à la trente-troisième journée nationale de l'arbre dans la commune d'Avrankou et d'Adjarra dans le but de protéger le couvert végétal. Elle a également contribué à la lutte contre le Covid 19  à Matéri ,Tanguiéta et Sèmè-Kpodji,. Elle a construit des maternités modernes dans trois communes (Adjarra, Avrankou, Akpro-Missérété),,. De même, la Fondation a lancé l'examen rouge pour lutter contre le VIH/SIDA et les maladies sexuellement transmissibles,.